# Список птахів Туреччини
Це перелік видів птахів, зафіксованих на території Туреччини. Авіфауна Туреччини налічує загалом 515 видів, з яких 4 були інтродуковані людьми. 29 видів вважаються зникаючими. 

## Позначки
Наступні теги використані для виділення деяких категорій птахів.  
- (А) Випадковий - вид, який рідко або випадково трапляється в Туреччині
- (Е) Зникаючий - вид, який знаходиться під загрозою зникнення в Туреччині
- (I) Інтродукований - вид, завезений до Туреччини як наслідок, прямих чи непрямих дій людських дій
- (Ex) Локально вимерлий - вид, який більше не зустрічається в Туреччині, хоча популяції існують в інших місцях
- (X) Вимерлий - вид або підвид, якого вже не існує

## Гусеподібні
Родина: Качкові (Anatidae)
- Гуска гірська, Anser indicus (A)
- Гуска сіра, Anser anser
- Гуска білолоба, Anser albifrons
- Гуска мала, Anser erythropus (A)

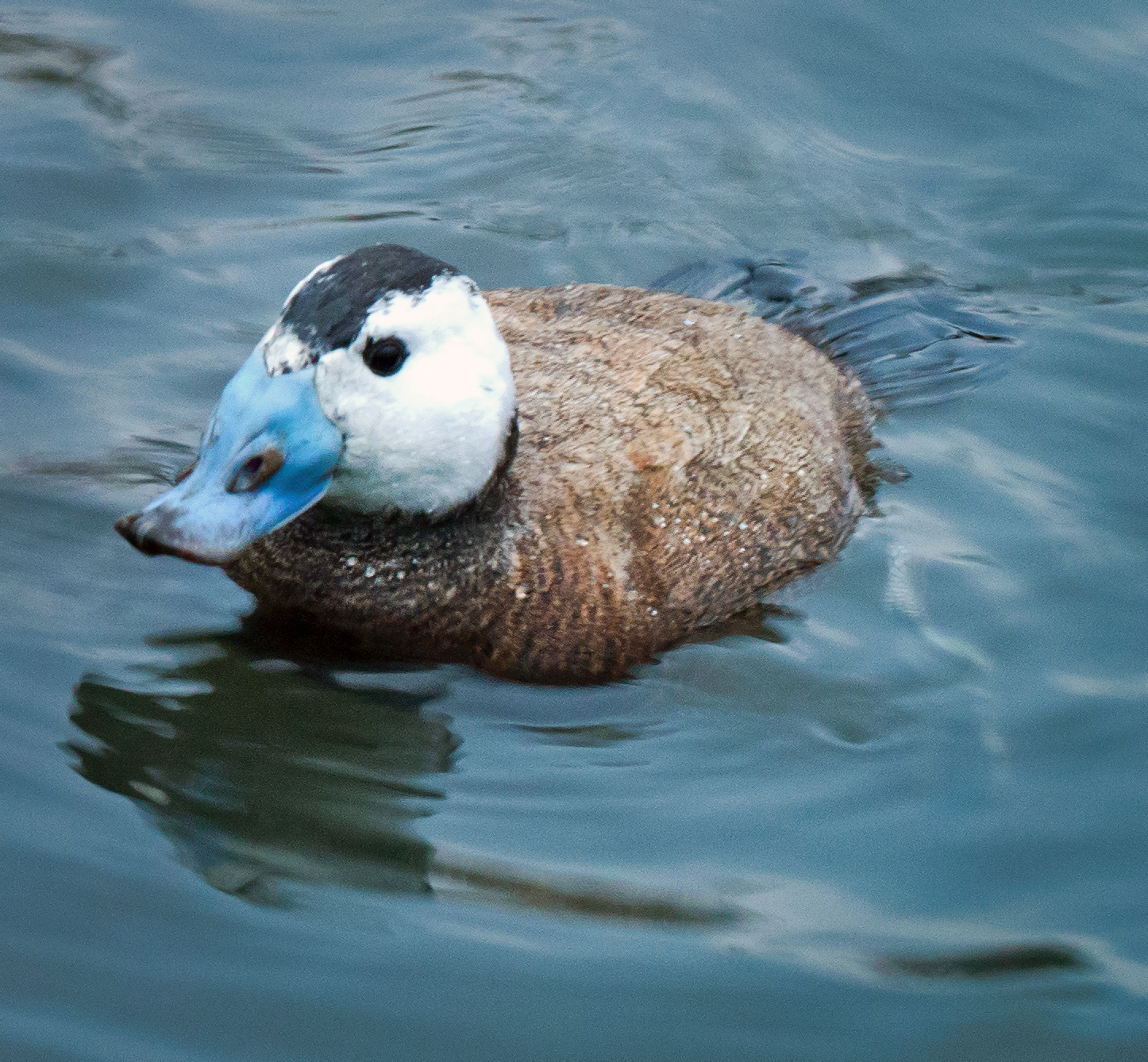
У Туреччині на зимівлю збирається значна популяція савки (Oxyura leucocephala).

- Гуменник великий, Anser fabalis (A)
- Гуменник тундровий, Anser serrirostris (A)
- Гуменник короткодзьобий, Anser brachyrhynchus (A)
- Казарка чорна, Branta bernicla (A)
- Казарка білощока, Branta leucopsis (A)
- Казарка канадська, Branta canadensis (A)
- Казарка червоновола, Branta ruficollis
- Лебідь-шипун, Cygnus olor
- Лебідь чорнодзьобий, Cygnus columbianus
- Лебідь-кликун, Cygnus cygnus
- Каргарка нільська, Alopochen aegyptiaca (A)
- Огар, Tadorna ferruginea
- Галагаз звичайний, Tadorna tadorna
- Чирянка велика, Spatula querquedula
- Широконіска, Spatula clypeata
- Нерозень, Mareca strepera
- Свищ, Mareca falcata (A)
- Свищ євразійський, Mareca penelope
- Крижень, Anas platyrhynchos
- Шилохвіст, Anas acuta
- Чирянка мала, Anas crecca
- Чирянка вузькодзьоба, Marmaronetta angustirostris
- Чернь червонодзьоба, Netta rufina
- Попелюх, Aythya ferina
- Чернь білоока, Aythya nyroca
- Чернь чубата, Aythya fuligula
- Чернь морська, Aythya marila
- Пухівка, Somateria mollissima
- Турпан, Melanitta fusca
- Синьга, Melanitta nigra
- Морянка, Clangula hyemalis (A)
- Гоголь, Bucephala clangula
- Крех малий, Mergellus albellus
- Крех великий, Mergus merganser
- Крех середній, Mergus serrator
- Савка американська, Oxyura jamaicensis (I)
- Савка, Oxyura leucocephala (E)

## Куроподібні
Родина: Фазанові (Phasianidae)
- Куріпка пустельна, Ammoperdix griseogularis
- Перепілка звичайна, Coturnix coturnix
- Кеклик азійський, Alectoris chukar
- Улар прикаспійський, Tetraogallus caspius
- Турач, Francolinus francolinus
- Фазан звичайний, Phasianus colchicus
- Куріпка сіра, Perdix perdix
- Тетерук, Tetrao tetrix (Ex)
- Тетерук кавказький, Tetrao mlokosiewiczi

## Фламінгоподібні
Родина: Фламінгові (Phoenicopteridae)
- Фламінго рожевий, Phoenicopterus roseus
- Фламінго малий, Phoenicopterus minor (А)

## Пірникозоподібні
Родина: Пірникозові (Podicipedidae)
- Пірникоза мала, Tachybaptus ruficollis
- Пірникоза червоношия, Podiceps auritus
- Пірникоза сірощока, Podiceps grisegena
- Пірникоза велика, Podiceps cristatus
- Пірникоза чорношия, Podiceps nigricollis

## Голубоподібні
Родина: Голубові (Columbidae)
- Голуб сизий, Columba livia
- Голуб-синяк, Columba oenas
- Припутень, Columba palumbus
- Горлиця звичайна, Streptopelia turtur
- Горлиця велика, Streptopelia orientalis (A)
- Горлиця садова, Streptopelia decaocto
- Горлиця мала, Spilopelia senegalensis (A)
- Горлиця капська, Oena capensis (A)

## Рябкоподібні
Родина: Рябкові (Pteroclidae)   
- Саджа звичайна, Syrrhaptes paradoxus (A)
- Рябок білочеревий, Pterocles alchata
- Рябок пустельний, Pterocles exustus (A)
- Рябок сенегальський, Pterocles senegallus (A)
- Рябок чорночеревий, Pterocles orientalis

## Дрохвоподібні
Родина: Дрохвові (Otididae)
- Дрохва, Otis tarda
- Джек східний, Chlamydotis macqueenii (A)
- Хохітва, Tetrax tetrax

## Зозулеподібні
Родина: Зозулеві (Cuculidae)
- Зозуля чубата, Clamator glandarius
- Зозуля звичайна, Cuculus canorus

## Дрімлюгоподібні
Родина: Дрімлюгові (Caprimulgidae)
- Дрімлюга, Caprimulgus europaeus

Родина: Серпокрильцеві (Apodidae)
- Серпокрилець білочеревий, Tachymarptis melba
- Серпокрилець чорний, Apus apus
- Серпокрилець блідий, Apus pallidus
- Серпокрилець малий, Apus affinis

## Журавлеподібні
Родина: Пастушкові (Rallidae)
- Пастушок, Rallus aquaticus
- Деркач, Crex crex
- Погонич звичайний, Porzana porzana
- Курочка водяна, Gallinula chloropus
- Лиска, Fulica atra
- Султанка африканська, Porphyrio alleni (A)
- Султанка сіроголова, Porphyrio poliocephalus
- Погонич малий, Zapornia parva
- Погонич-крихітка, Zapornia pusilla

Родина: Журавлеві (Gruidae)
- Журавель степовий, Anthropoides virgo
- Журавель білий, Leucogeranus leucogeranus (A)
- Журавель сірий, Grus grus

## Сивкоподібні
Родина: Лежневі (Burhinidae)
- Лежень, Burhinus oedicnemus

Родина: Чоботарові (Recurvirostridae)
- Кулик-довгоніг, Himantopus himantopus
- Чоботар, Recurvirostra avosetta

Родина: Куликосорокові (Haematopodidae)
- Кулик-сорока, Haematopus ostralegus

Родина: Сивкові (Charadriidae)

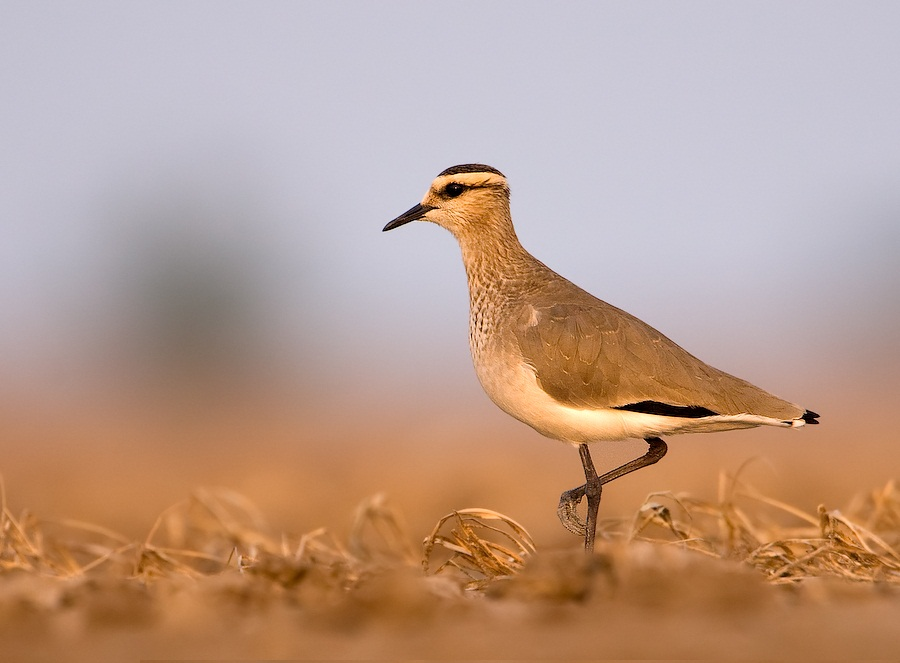
Велика кількість чайок степових (Vanellus gregarius) мігрує через Туреччину.

- Сивка морська, Pluvialis squatarola
- Сивка звичайна, Pluvialis apricaria
- Сивка американська, Pluvialis dominica (A)
- Сивка бурокрила, Pluvialis fulva (A)
- Чайка звичайна, Vanellus vanellus
- Чайка шпорова, Vanellus spinosus
- Чайка сіра, Vanellus cinereus (A)
- Чайка індійська, Vanellus indicus
- Чайка степова, Vanellus gregarius
- Чайка білохвоста, Vanellus leucurus
- Пісочник монгольський, Charadrius mongolus (A)
- Пісочник товстодзьобий, Charadrius leschenaultii
- Пісочник каспійський, Charadrius asiaticus (A)
- Пісочник морський, Charadrius alexandrinus
- Пісочник великий, Charadrius hiaticula
- Пісочник малий, Charadrius dubius
- Хрустан, Charadrius morinellus

Родина: Баранцеві (Scolopacidae)
- Кульон середній, Numenius phaeopus
- Кульон тонкодзьобий, Numenius tenuirostris (Ex)
- Кульон великий, Numenius arquata
- Грицик малий, Limosa lapponica
- Грицик великий, Limosa limosa
- Крем'яшник звичайний, Arenaria interpres
- Побережник ісландський, Calidris canutus
- Брижач, Calidris pugnax
- Побережник болотяний, Calidris falcinellus
- Побережник червоногрудий, Calidris ferruginea
- Побережник білохвостий, Calidris temminckii
- Побережник білий, Calidris alba
- Побережник чорногрудий, Calidris alpina
- Побережник канадський, Calidris bairdii (A)
- Побережник малий, Calidris minuta
- Побережник білогрудий, Calidris fuscicollis (A)
- Побережник арктичний, Calidris melanotos (A)
- Баранець малий, Lymnocryptes minimus
- Слуква, Scolopax rusticola
- Баранець-самітник, Gallinago solitaria (A)
- Баранець великий, Gallinago media (E)
- Баранець звичайний, Gallinago gallinago
- Мородунка, Xenus cinereus
- Плавунець довгодзьобий, Phalaropus tricolor (A)
- Плавунець круглодзьобий, Phalaropus lobatus
- Плавунець плоскодзьобий, Phalaropus fulicarius (A)
- Набережник, Actitis hypoleucos
- Набережник плямистий, Actitis macularia (A)
- Коловодник лісовий, Tringa ochropus
- Коловодник чорний, Tringa erythropus
- Коловодник великий, Tringa nebularia
- Коловодник жовтоногий, Tringa flavipes (A)
- Коловодник ставковий, Tringa stagnatilis
- Коловодник болотяний, Tringa glareola
- Коловодник звичайний, Tringa totanus

Родина: Крабоїдові (Dromadidae)
- Крабоїд, Dromas ardeola (A)

Родина: Дерихвостові (Glareolidae)
- Бігунець пустельний, Cursorius cursor
- Дерихвіст лучний, Glareola pratincola
- Дерихвіст степовий, Glareola nordmanni

Родина: Поморникові (Stercorariidae)
- Поморник великий, Stercorarius skua (A)
- Поморник середній, Stercorarius pomarinus
- Поморник короткохвостий, Stercorarius parasiticus
- Поморник довгохвостий, Stercorarius longicaudus (A)

Родина: Мартинові
- Мартин трипалий, Rissa tridactyla
- Мартин тонкодзьобий, Chroicocephalus genei
- Мартин звичайний, Chroicocephalus ridibundus
- Мартин малий, Hydrocoloeus minutus
- Мартин середземноморський, Ichthyaetus melanocephalus
- Мартин реліктовий, Ichthyaetus relictus (A)
- Мартин червономорський, Ichthyaetus leucophthalmus (A)
- Мартин каспійський, Ichthyaetus ichthyaetus
- Мартин сіроногий, Ichthyaetus audouinii
- Мартин сизий, Larus canus
- Мартин сріблястий, Larus argentatus
- Мартин скельний, Larus michahellis
- Мартин жовтоногий, Larus cachinnans
- Мартин севанський, Larus armenicus
- Мартин чорнокрилий, Larus fuscus
- Мартин полярний, Larus hyperboreus (A)
- Мартин морський, Larus marinus (A)
- Крячок малий, Sternula albifrons
- Крячок чорнодзьобий, Gelochelidon nilotica
- Крячок каспійський, Hydroprogne caspia
- Крячок чорний, Chlidonias niger
- Крячок білокрилий, Chlidonias leucopterus
- Крячок білощокий, Chlidonias hybrida
- Крячок річковий, Sterna hirundo
- Крячок полярний, Sterna paradisaea (A)
- Крячок рябодзьобий, Thalasseus sandvicensis
- Крячок бенгальський, Thalasseus bengalensis (A)

## Фаетоноподібні
Родина: Фаетонові (Phaethontidae)
- Фаетон білохвостий, Phaethon lepturus (А)

## Гагароподібні
Родина: Гагарові (Gaviidae)
- Гагара червоношия, Gavia stellata
- Гагара чорношия, Gavia arctica
- Гагара полярна, Gavia immer (А)

## Буревісникоподібні
Родина: Качуркові (Hydrobatidae)
- Качурка морська, Hydrobates pelagicus (A)

Родина: Буревісникові (Procellariidae)
- Буревісник середземноморський, Calonectris diomedea
- Буревісник сивий, Ardenna grisea (А)
- Буревісник східний, Puffinus yelkouan

## Лелекоподібні
Родина: Лелекові (Ciconiidae)
- Лелека чорний, Ciconia nigra
- Лелека білий, Ciconia ciconia
- Лелека-тантал африканський, Mycteria ibis (A)

## Сулоподібні
Родина: Сулові (Sulidae)
- Сула білочерева, Sula leucogaster (A)
- Сула атлантична, Morus bassanus

Родина: Змієшийкові (Anhingidae)
- Змієшийка африканська, Anhinga rufa (Ex)

Родина: Бакланові (Phalacrocoracidae) 
- Баклан малий, Microcarbo pygmeus
- Баклан великий, Phalacrocorax carbo
- Баклан чубатий, Phalacrocorax aristotelis

## Пеліканоподібні
Родина: Пеліканові (Pelecanidae)
- Пелікан рожевий, Pelecanus onocrotalus
- Пелікан африканський, Pelecanus rufescens (A)
- Пелікан кучерявий, Pelecanus crispus

Родина: Чаплеві (Ardeidae)
- Бугай, Botaurus stellaris
- Бугайчик, Ixorbrychus minutus
- Чапля сіра, Ardea cinerea
- Чапля руда, Ardea purpurea
- Чепура велика, Ardea alba
- Чепура мала, Egretta garzetta
- Чапля єгипетська, Bubulcus ibis
- Чапля жовта, Ardeola ralloides
- Чапля мангрова, Butorides striata
- Квак, Nycticorax nycticorax

Родина: Ібісові (Threskiornithidae)
- Коровайка, Plegadis falcinellus
- Ібіс священний, Threskiornis aethiopicus (A)
- Ібіс-лисоголов марокканський, Geronticus eremita
- Косар, Letacorodia platalea

## Яструбоподібні
Родина: Скопові (Pandionidae)
- Скопа, Pandion haliaetus

Родина: Яструбові (Accipitridae)

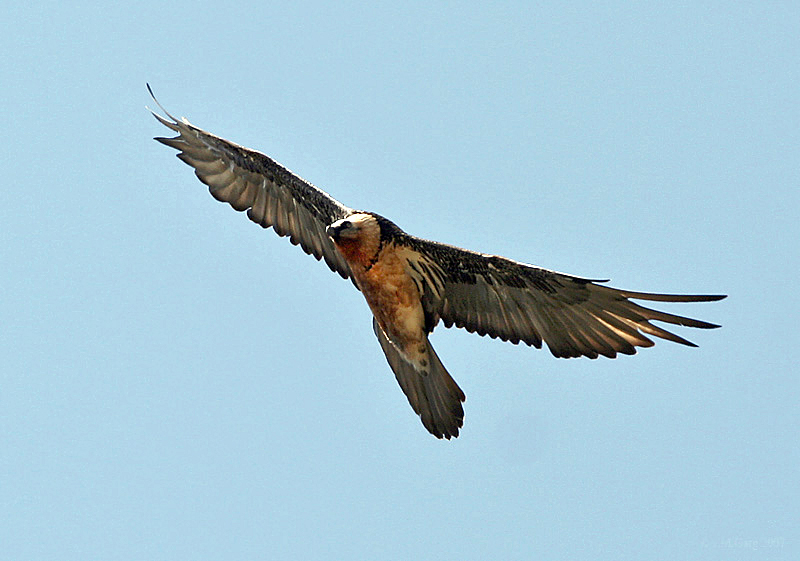
Ягнятник (Gypaetus barbatus).

- Шуліка чорноплечий, Elanus caeruleus
- Ягнятник, Gypaetus barbatus
- Стерв'ятник, Neophron percnopterus
- Осоїд, Pernis apivorus
- Осоїд чубатий, Pernis ptilorhynchus (A)
- Гриф чорний, Aegypius monachus
- Сип білоголовий, Gyps fulvus
- Орел-блазень, Terathopius ecaudatus (A)
- Змієїд, Circaetus gallicus
- Підорлик малий, Clanga pomarina
- Підорлик великий, Clanga clanga
- Орел-карлик, Hieraaetus pennatus
- Орел степовий, Aquila nipalensis
- Орел-могильник, Aquila heliaca
- Беркут, Aquila chrysaetos
- Орел-карлик яструбиний, Aquila fasciata
- Лунь очеретяний, Circus aeruginosus
- Лунь польовий, Circus cyaneus
- Лунь степовий, Circus macrourus (E)
- Лунь лучний, Circus pygargus
- Яструб туркестанський, Accipiter badius (A)
- Яструб коротконогий, Accipiter brevipes
- Яструб малий, Accipiter nisus
- Яструб великий, Accipiter gentilis
- Шуліка рудий, Milvus milvus
- Шуліка чорний, Milvus migrans
- Орлан-білохвіст, Haliaeetus albicilla
- Зимняк, Buteo lagopus
- Канюк звичайний, Buteo buteo
- Канюк степовий, Buteo rufinus

## Совоподібні
Родина: Сипухові (Tytonidae)
- Сипуха, Tyto alba

Родина: Совові (Strigidae)
- Совка, Otus scops
- Сплюшка булана, Otus brucei
- Пугач звичайний, Bubo bubo

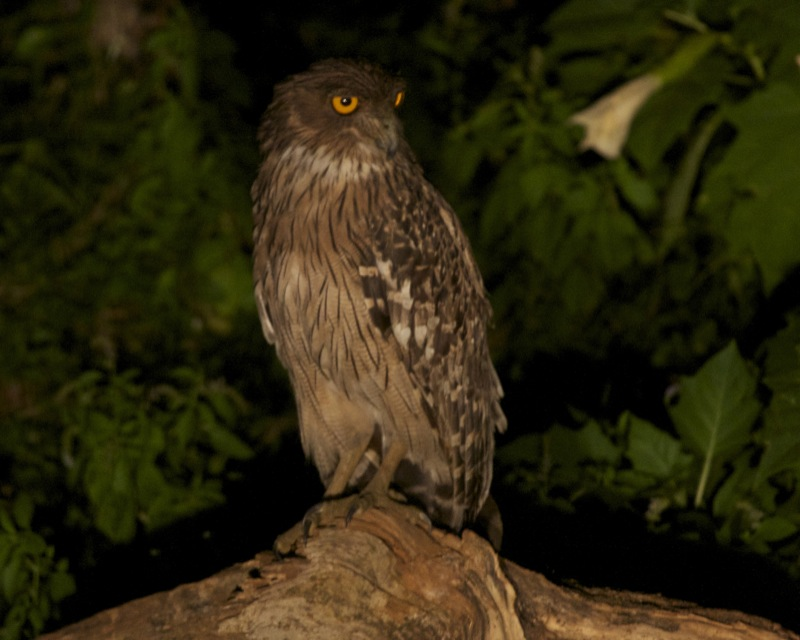
Пугач-рибоїд бурий (Ketupa zeylonensis).

- Пугач-рибоїд бурий, Ketupa zeylonensis
- Сич хатній, Athene noctua
- Сова сіра, Strix aluco
- Сова вухата, Asio otus
- Сова болотяна, Asio flammeus
- Сич волохатий, Aegolius funereus

## Bucerotiformes
Родина: Одудові (Upupidae)
- Одуд, Upupa epops

## Сиворакшоподібні
Родина: Рибалочкові (Alcedinidae)
- Рибалочка блакитний, Alcedo atthis
- Альціон білогрудий, Halcyon smyrnensis
- Рибалочка строкатий, Ceryle rudis

Родина: Бджолоїдкові (Meropidae)
- Бджолоїдка зелена, Merops persicus
- Бджолоїдка звичайна, Merops apiaster

Родина: Сиворакшові (Coraciidae)
- Сиворакша, Coracias garrulus
- Сиворакша бенгальська, Coracias benghalensis (A)

## Дятлоподібні
Родина : Дятлові (Picidae)
- Крутиголовка, Jynx torquilla
- Дятел середній, Dendrocoptes medius
- Дятел білоспинний, Dendrocopos leucotos
- Дятел звичайний, Dendrocopos major
- Дятел сирійський, Dendrocopos syriacus
- Дятел малий, Dryobates minor
- Жовна сива , Picus canus
- Жовна зелена, Picus viridis
- Жовна чорна, Dryocopus martius

## Соколоподібні
Родина: Соколові (Falconidae)
- Боривітер степовий, Falco naumanni
- Боривітер звичайний, Falco tinnunculus
- Кібчик, Falco vespertinus
- Підсоколик Елеонори, Falco eleonorae
- Підсоколик сірий, Falco concolor (A)
- Підсоколик малий, Falco columbarius
- Підсоколик великий, Falco subbuteo
- Ланер, Falco biarmicus
- Балабан, Falco cherrug (E)
- Сапсан, Falco peregrinus

## Папугоподібні
Родина: Psittaculidae
- Папуга індійський, Psittacula eupatria (I)
- Папуга Крамера, Psittacula krameri (I)

## Горобцеподібні
Родина: Вивільгові (Oriolidae)
- Вивільга звичайна, Oriolus oriolus

Родина: Сорокопудові
- Сорокопуд терновий, Lanius collurio
- Lanius phoenicuroides, Lanius phoenicuroides (A)
- Сорокопуд рудохвостий, Lanius isabellinus (A)
- Сорокопуд довгохвостий, Lanius schach (А)
- Сорокопуд сірий, Lanius excubitor
- Сорокопуд чорнолобий, Lanius minor
- Сорокопуд білолобий, Lanius nubicus
- Сорокопуд червоноголовий, Lanius senator

Родина: Воронові
- Сойка, Garrulus glandarius
- Сорока звичайна, Pica pica
- Горіхівка, Nucifraga caryocatactes (A)
- Галка червонодзьоба, Pyrrhocorax pyrrhocorax
- Галка альпійська, Pyrrhocorax graculus
- Галка, Corvus monedula
- Грак, Corvus frugilegus
- Ворона чорна, Corvus corone (А)
- Ворона сіра, Corvus cornix
- Крук пустельний, Corvus ruficollis
- Крук короткохвостий, Corvus rhipidurus (A)
- Крук, Corvus corax

Родина: Синицеві
- Синиця чорна, Periparus ater
- Синиця чубата, Lophophanes cristatus
- Гаїчка середземноморська, Poecile lugubris
- Гаїчка болотяна, Poecile palustris
- Синиця блакитна, Cyanistes caeruleus
- Синиця біла, Cyanistes cyanus (A)
- Синиця велика, Parus major

Родина: Ремезові (Remizidae)
- Ремез, Remiz pendulinus

Родина: Жайворонкові (Alaudidae)
- Пікір великий, Alaemon alaudipes (A)
- Жайворонок вохристий, Ammomanes cinctura (A)
- Жайворонок пустельний, Ammomanes deserti (E)
- Жайворонок рогатий, Eremophila alpestris
- Жайворонок малий, Calandrella brachydactyla
- Жайворонок двоплямистий, Melanocorypha bimaculata
- Жайворонок степовий, Melanocorypha calandra
- Жайворонок чорний, Melanocorypha yeltoniensis (A)
- Жайворонок сірий, Alaudala rufescens
- Жайворонок лісовий, Lullula arborea
- Жайворонок білокрилий, Alauda leucoptera (A)
- Жайворонок польовий, Alauda arvensis
- Жайворонок індійський, Alauda gulgula (A)
- Посмітюха, Galerida cristata

Родина: Синиця вусата
- Синиця вусата, Panurus biarmicus

Родина: Тамікові (Cisticolidae)
- Prinia lepida
- Таміка віялохвоста, Cisticola juncidis

Родина: Очеретянкові (Acrocephalidae)
- Берестянка мала, Iduna caligata

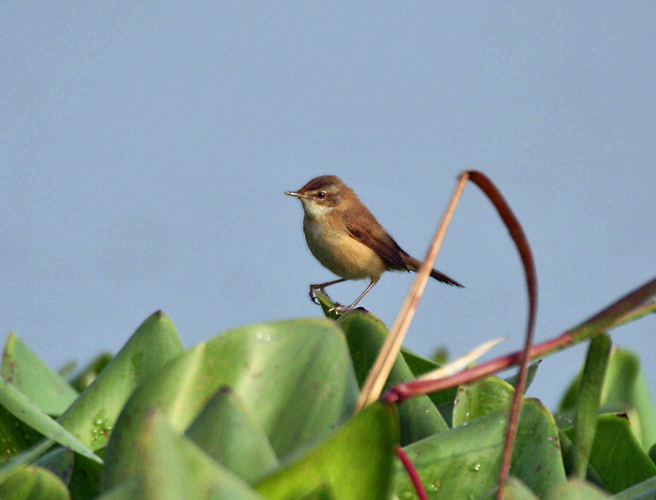
Очеретянка індійська (Acrocephalus agricola) розмножується дуже локально на сході Туреччини.

- Берестянка південна, Iduna rama (A)
- Берестянка бліда, Iduna pallida
- Берестянка західна, Iduna opaca
- Берестянка пустельна, Hippolais languida
- Берестянка оливкова, Hippolais olivetorum
- Берестянка багатоголоса, Hippolais polyglotta (A)
- Берестянка звичайна, Hippolais icterina
- Очеретянка прудка, Acrocephalus paludicola (A)
- Очеретянка тонкодзьоба, Acrocephalus melanopogon
- Очеретянка лучна, Acrocephalus schoenobaenus
- Очеретянка індійська, Acrocephalus agricola
- Очеретянка садова, Acrocephalus dumetorum (A)
- Очеретянка чагарникова, Acrocephalus palustris
- Очеретянка ставкова, Acrocephalus scirpaceus
- Очеретянка ірацька, Acrocephalus griseldis (A)
- Очеретянка велика, Acrocephalus arundinaceus

Родина: Кобилочкові (Locustellidae)
- Кобилочка річкова, Locustella fluviatilis
- Кобилочка солов'їна, Locustella luscinioides
- Кобилочка-цвіркун, Locustella naevia

Родина: Ластівкові (Hirundinidae)
- Ластівка берегова, Riparia riparia
- Ластівка скельна, Ptyonoprogne rupestris
- Ластівка афро-азійська, Ptyonopro fuligula
- Ластівка сільська, Hirundo rustica
- Ластівка даурська, Cecropis daurica
- Ластівка міська, Delichon urbicum

Родина: Бюльбюлеві (Pycnonotidae)
- Бюльбюль аравійський, Pycnonotus xanthopygos (А)
- Бюльбюль рудогузий, Pycnonotus leucotis

Родина: Вівчарикові (Phylloscopidae)
- Вівчарик жовтобровий, Phylloscopus sibilatrix
- Вівчарик золотогузий, Phylloscopus orientalis
- Вівчарик лісовий, Phylloscopus inornatus (A)
- Вівчарик алтайський, Phylloscopus humei (A)
- Вівчарик золотомушковий, Phylloscopus proregulus (A)
- Вівчарик бурий, Phylloscopus fuscatus (A)
- Вівчарик іранський, Phylloscopus neglectus (A)
- Вівчарик весняний, Phylloscopus trochilus
- Вівчарик світлокрилий, Phylloscopus sindianus
- Вівчарик-ковалик, Phylloscopus collybita
- Вівчарик жовточеревий, Phylloscopus nitidus
- Вівчарик зелений, Phylloscopus trochiloides (A)
- Вівчарик шелюговий, Phylloscopus borealis (A)

Родина: Вертункові (Scotocercidae)
- Очеретянка середземноморська, Cettia cetti

Родина: Довгохвостосиницеві (Aegithalidae)
- Синиця довгохвоста, Aegithalos caudatus

Родина: Кропив'янкові (Sylviidae)
- Кропив'янка чорноголова, Sylvia atricapilla
- Кропив'янка садова, Sylvia borin
- Кропив'янка пустельна, Sylvia nana (A)
- Кропив'янка рябогруда, Sylvia nisoria
- Кропив'янка прудка, Sylvia curruca
- Кропив'янка товстодзьоба, Curruca crassirostris
- Кропив'янка кіпрська, Curruca melanothorax (A)
- Кропив'янка біловуса, Sylvia mystacea
- Кропив'янка Рюпеля, Sylvia ruppeli
- Кропив'янка червоновола, Curruca cantillans
- Кропив'янка середземноморська, Sylvia melanocephala
- Кропив'янка сіра, Sylvia communis
- Кропив'янка піренейська, Curruca conspicillata
- Кропив'янка прованська, Curruca undata

Родина: Leiothrichidae
- Кратеропа ірацька, Argya altirostris

Родина: Золотомушкові (Regulidae)
- Золотомушка жовточуба, Regulus regulus
- Золотомушка червоночуба, Regulus ignicapilla

Родина: Стінолазові (Tichodromidae)
- Стінолаз, Tichodroma muraria

Родина : Повзикові (Sittidae)
- Повзик звичайний, Sitta europaea
- Повзик рудоволий, Sitta krueperi
- Повзик скельний, Sitta neumayer
- Повзик великий, Sitta tephronota

Родина: Підкоришникові (Certhiidae)
- Підкоришник звичайний, Certhia familiis
- Підкоришник короткопалий, Certhia brachydactyla

Родина: Воловоочкові (Troglodytidae)
- Волове очко, Troglodytes troglodytes

Родина: Пронуркові (Cinclidae)
- Пронурок, Cinclus cinclus

Родина: Шпакові (Sturnidae)
- Шпак звичайний, Sturnus vulgaris
- Шпак рожевий, Pastor roseus
- Майна індійська, Acridotheres tristis (I)

Родина: Дроздові (Turdidae)
- Дрізд-омелюх, Turdus viscivorus
- Дрізд співочий, Turdus philomelos
- Дрізд білобровий, Turdus iliacus
- Дрізд чорний, Turdus merula
- Чикотень, Turdus pilaris
- Дрізд гірський, Turdus torquatus
- Дрізд чорноволий, Turdus atrogularis (A)

Родина: Мухоловкові (Muscicapidae)
- Мухоловка сіра, Muscicapa striata
- Соловейко рудохвостий, Cercotrichas galactotes
- Вільшанка, Erithacus rubecula
- Соловейко білогорлий, Irania gutturalis
- Соловейко східний, Luscinia luscinia
- Соловейко західний, Luscinia megarhynchos
- Синьошийка, Luscinia svecica
- Синьохвіст тайговий, Tarsiger cyanurus (A)
- Мухоловка мала, Ficedula parva
- Мухоловка кавказька, Ficedula semitorquata
- Мухоловка строката, Ficedula hypoleuca
- Мухоловка білошия, Ficedula albicollis
- Горихвістка звичайна, Phoenicurus phoenicurus
- Горихвістка чорна, Phoenicurus ochruros
- Скеляр строкатий, Monticola saxatilis
- Скеляр синій, Monticola solitarius
- Трав'янка лучна, Saxicola rubetra
- Трав'янка європейська, Saxicola rubicola
- Трав'янка білошия, Saxicola maurus
- Кам'янка звичайна, Oenanthe oenanthe
- Кам'янка попеляста, Oenanthe isabellina
- Кам'янка білогруда, Oenanthe monacha (A)
- Кам'янка пустельна, Oenanthe deserti
- Кам'янка лиса, Oenanthe pleschanka
- Кам'янка іспанська, Oenanthe hispanica
- Кам'янка кіпрська, Oenanthe cypriaca
- Кам'янка рудогуза, Oenanthe moesta (A)
- Oenanthe melanura, Oenanthe melanura (A)
- Кам'янка білоголова, Oenanthe leucopyga (A)
- Кам'янка чорношия, Oenanthe finschii
- Кам'янка чорноспинна, Oenanthe lugens (A)
- Кам'янка золотогуза, Oenanthe xanthoprymna
- Кам'янка перська, Oenanthe chrysopygia

Родина: Омелюхові (Bombycillidae)
- Омелюх звичайний, Bombycilla garrulus

Родина: Омельгушкові (Hypocoliidae)
- Омельгушка, Hypocolius ampelinus (A)

Родина: Нектаркові (Nectariniidae)
- Маріка палестинська, Cinnyris osea (A)

Родина: Тинівкові (Prunellidae)
- Тинівка альпійська, Prunella collaris
- Тинівка сибірська, Prunella montanella (A)
- Тинівка передньоазійська, Prunella ocularis
- Тинівка чорногорла, Prunella atrogularis (A)
- Тинівка лісова, Prunella modularis

Родина : Горобцеві (Passeridae)
- Горобець хатній, Passer domesticus
- Горобець чорногрудий, Passer hispaniolensis
- Горобець месопотамський, Passer moabiticus
- Горобець польовий, Passer montanus
- Горобець лимонногорлий, Gymnornis xanthocollis
- Горобець скельний, Petronia petronia
- Горобець короткопалий, Carpospiza brachydactyla
- Горобець сніговий, Montifringilla nivalis

Родина: Плискові (Motacillidae)
- Плиска гірська, Motacilla cinerea
- Плиска жовта, Motacilla flava

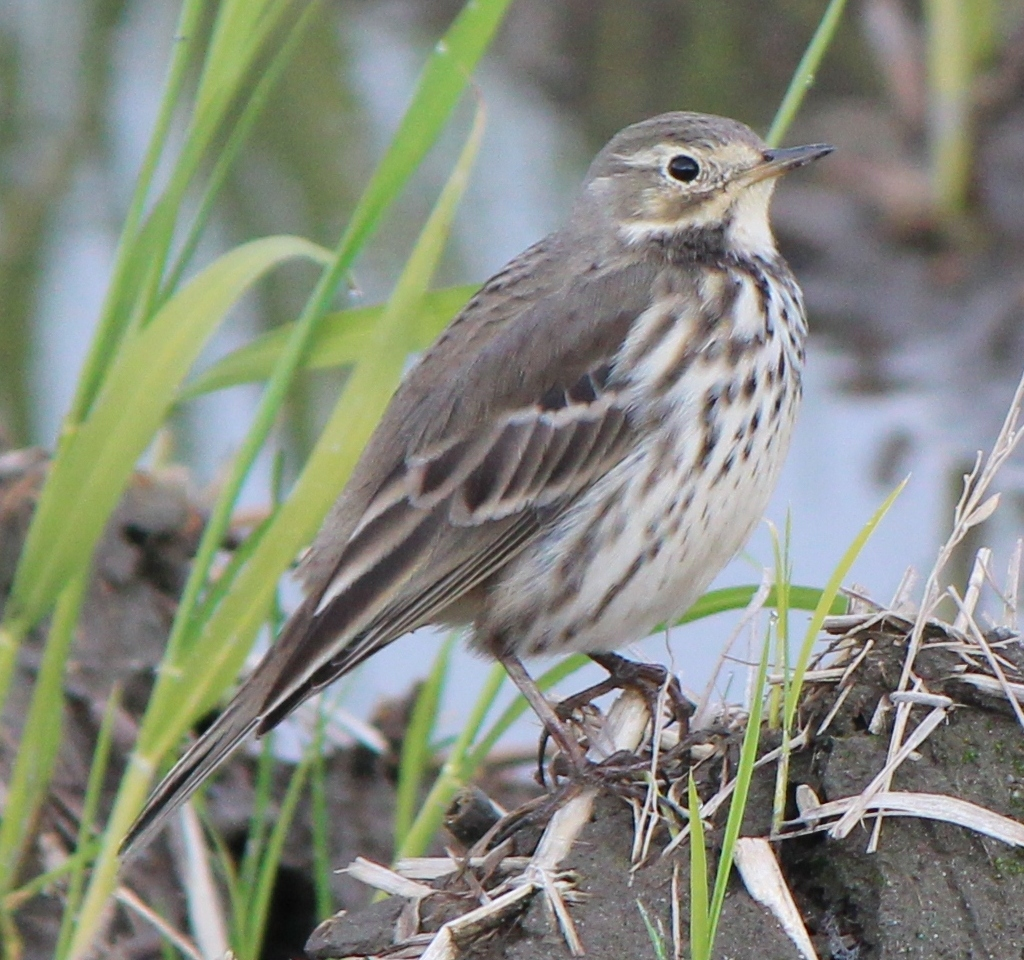
Щеврик американський (Anthus rubescens)

- Плиска жовтоголова, Motacilla citreola
- Плиска біла, Motacilla alba
- Щеврик азійський, Anthus richardi (A)
- Щеврик забайкальський, Anthus godlewskii (A)
- Щеврик польовий, Anthus campestris
- Щеврик лучний, Anthus pratensis
- Щеврик лісовий, Anthus trivialis
- Щеврик оливковий, Anthus hodgsoni (A)
- Щеврик червоногрудий, Anthus cervinus
- Щеврик гірський, Anthus spinoletta
- Щеврик острівний, Anthus petrosus (A)
- Щеврик американський Anthus rubescens (A)

Родина: В'юркові (Fringillidae)
- Зяблик, Fringilla coelebs
- В'юрок, Fringilla montifringilla

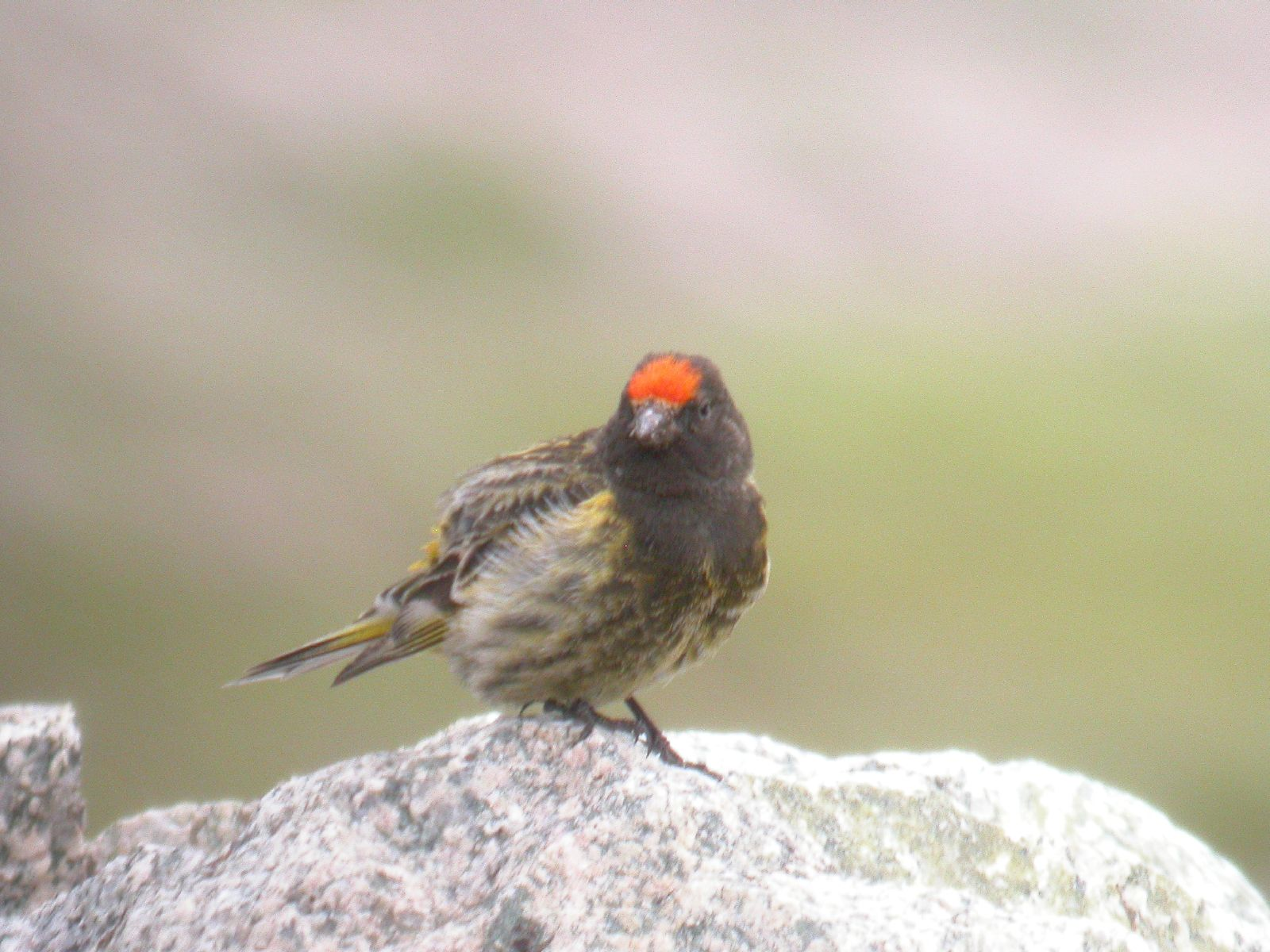
Щедрик королівський (Serinus pusillus).

- Костогриз, Coccothraustes coccothraustes
- Чечевиця звичайна, Carpodacus erythrinus
- Чечевиця велика, Carpodacus rubicilla (A)
- Снігур, Pyrrhula pyrrhula
- Чечевичник малиновокрилий, Rhodopechys sanguineus
- Снігар туркменський, Bucanetes githagineus
- Снігар монгольський, Bucanetes mongolicus
- Снігар блідий, Rhodospiza obsoleta
- Зеленяк, Chloris chloris
- Чечітка гірська, Linaria flavirostris
- Коноплянка, Linaria cannabina
- Acanthis flammea, Acanthis flammea (A)
- Acanthis cabaret, Acanthis cabaret (A)
- Шишкар ялиновий, Loxia curvirostra
- Щиглик, Carduelis carduelis
- Щедрик, Serinus serinus
- Щедрик королівський, Serinus pusillus
- Serinus syriacus, Serinus syriacus (A)
- Чиж, Spinus spinus

Родина : Подорожникові (Calcariidae)
- Подорожник лапландський, Calcarius lapponicus (A)
- Пуночка, Plectrophenax nivalis (A)

Родина : Вівсянкові (Emberizidae)

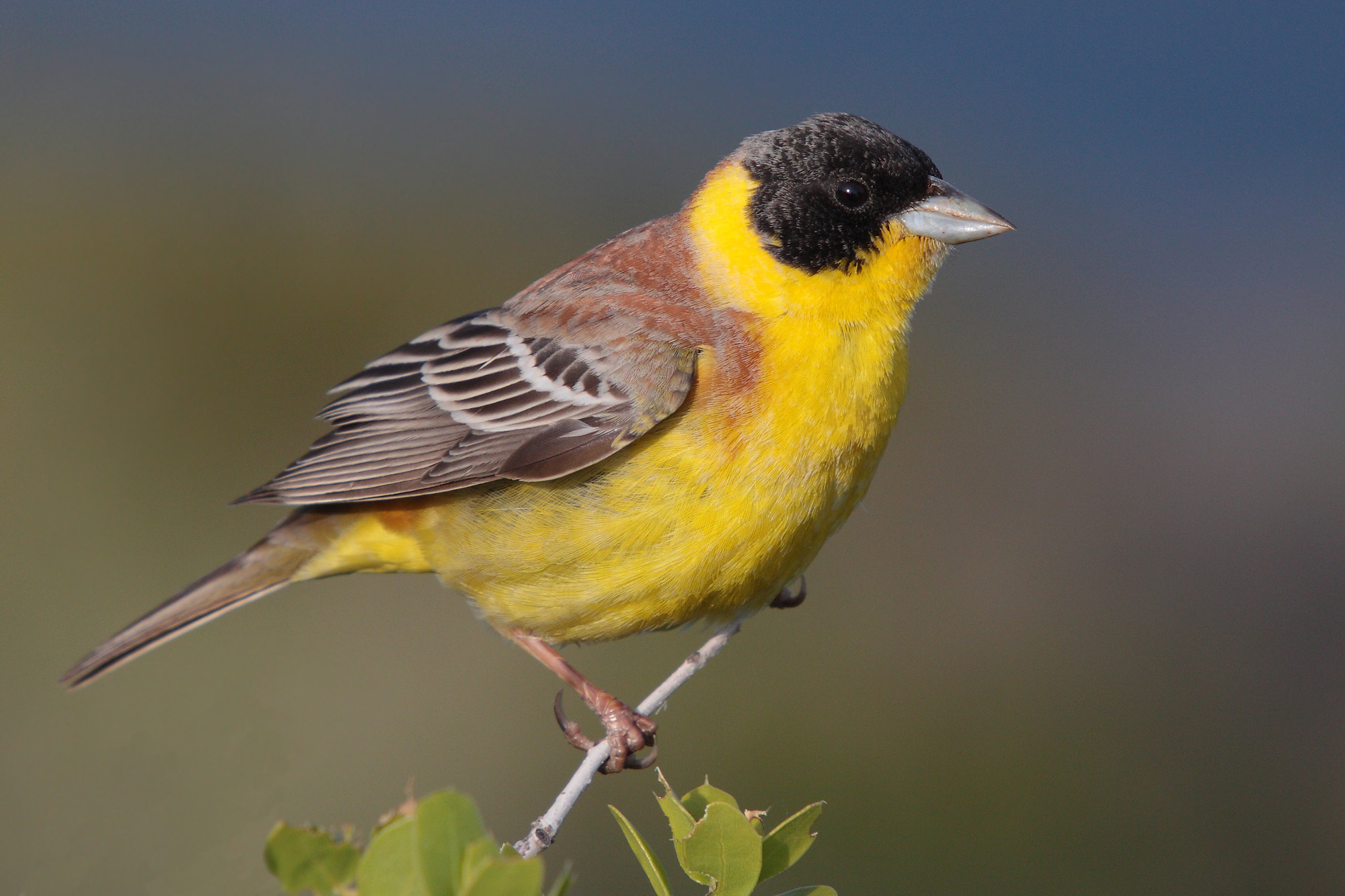
Вівсянка чорноголова (Emberiza melanocephala) — досить поширений гніздовий птах по всій Туреччині.

- Вівсянка чорноголова, Emberiza melanocephala
- Вівсянка рудоголова, Emberiza bruniceps (A)
- Просянка, Emberiza calandra
- Вівсянка гірська, Emberiza cia
- Emberiza cirlus, Emberiza cirlus
- Вівсянка звичайна, Emberiza citrinella
- Вівсянка білоголова, Emberiza leucocephalos (A)
- Вівсянка скельна, Emberiza buchanani
- Вівсянка сіра, Emberiza cineracea
- Вівсянка садова, Emberiza hortulana
- Вівсянка сивоголова, Emberiza caesia
- Вівсянка строкатоголова, Emberiza striolata (A)
- Вівсянка очеретяна, Emberiza schoeniclus
- Вівсянка лучна, Emberiza aureola (A)
- Вівсянка-крихітка, Emberiza pusilla (A)
- Вівсянка-ремез, Emberiza rustica (A)